# Tom Ellis (actor)
Thomas John Ellis (n. 17 noiembrie 1978, Cardiff, Țara Galilor, Regatul Unit) este un actor galez. El este cunoscut pentru rolul lui Lucifer Morningstar în serialul de fantezie urbană Lucifer de la Fox  și în aparițiile sale crossover DC Universe, precum și ca Gary Preston în serialul BBC One Miranda și ca medicul de la Hollywood din serialul USA Network Rush. De asemenea, a apărut ca Mark Etches în drama supranaturală The Fades.

## Tinerețe
Thomas John Ellis s-a născut la Cardiff la 17 noiembrie 1978, fiul lui Marilyn Jean (născută Hooper) și Christopher John Ellis. El este de origine engleză, care provine din Devon .  Are trei surori, dintre care una este geamănul său.  Tatăl său, unchiul și o soră sunt toți slujitori baptisti .  A crescut în Anglia, unde a urmat școala High Storrs din Sheffield  și a cântat la cornul francez la City of Sheffield Youth Orchestra .  A continuat să obțină o licență în studii dramatice la Royal Scottish Academy of Music and Drama . 

## Carieră
Printre rolurile lui Ellis se numără Gary Preston în serialul BBC One Miranda (2010-2015), King Cenred în serialul fantastic al BBC, Merlin (2008), Justyn în No Angels de la Channel 4 și Thomas Milligan în seria finală a Doctor Who " Ultimul din Lorzii Timpului ". A apărut în telenovela de lungă durată BBC One EastEnders, în comedia de schițe BBC The Catherine Tate Show și în drama medicală a BBC Holby City . În iulie și august 2009, a jucat în drama de comedie ITV luni luni .   El a fost distribuit în rolul inspectorului detectiv Bland în Agatha Christie's Poirot .
În februarie 2015, Ellis a fost distribuit în rolul lui Lucifer Morningstar în seria Lucifer de la Fox, pe baza publicației și personajului cu același nume, care a avut premiera la 25 ianuarie 2016.  Emisiunea s-a mutat ulterior pe Netflix . La 23 iunie 2020, s-a anunțat că Netflix a reînnoit spectacolul pentru al șaselea și ultimul sezon.  El a reluat rolul lui Lucifer în timpul episodului The CW The Flash al crossover-ului Arrowverse „Criza pe Pământurile Infinite ”. 

## Viață personală
Ellis s-a căsătorit cu actrița engleză Tamzin Outhwaite, cu care are două fiice, în 2006.  Au divorțat în 2014, după ce a recunoscut că a avut o noapte de stand cu o altă actriță în timp ce filma filmul de televiziune Gothica din 2013.    S-a căsătorit cu scenaristul american Meaghan Oppenheimer în 2019. 

## Filmografie

### Film
| An   | Titlu                          | Rol              |
| ---- | ------------------------------ | ---------------- |
| 2001 | Tocuri înalte și vieți scăzute | Ofițer uniformat |
| 2001 | Soldații Buffalo               | Suc de fructe    |
| 2003 | Voi fi acolo                   | Ivor             |
| 2004 | Vera Drake                     | Polițist         |
| 2005 | Cel mai bun barbat             | Mire             |
| 2006 | Calon Gaeth                    | Edward           |
| 2008 | Domnișoară Concepție           | Zak              |
| 2019 | Nu este romantic               | Dr. Todd         |
| TBA  | Jucători                       |                  |